# 日吉神社 (福井市)
日吉神社（ひよしじんじゃ）は、福井県福井市天池町に所在する神社である。

## 由緒沿革
旧川合庄に含まれ、福井藩領。1823年（文政6年）の給人地方渡名寄帳に酒井与三衛門達6名の知行地とある。これら6名が中心となって神社護持に当たっていた。明治初期の氏子は63戸であった。

## 祭神
- 大山咋命（おおやまくひのみこと）
- 猿田彦命（さるたひこのみこと）

## 境内神社
- 大森神社（現在の大森会館の場所に鎮座。1909年12月に合弁合祀した）
祭神　倉稲魂神（くらいねたまのみこと）菅原道真（すがわらみちざね）

## アクセス
- 京福バス
  - 27 大学病院・新田塚線「仁愛女子短期大学前」下車。